# Bernadette Soubirous
Bernadette Soubirous (n. 7 ianuarie 1844, Lourdes, Midi-Pyrénées, Franța – d. 16 aprilie 1879, Nevers, Bourgogne, Franța) a fost o fată de morar din Lourdes devenită călugăriță după ce, la vârsta de paisprezece ani, în 1858, a relatat mai multe apariții ale Fecioarei Maria la Lourdes. Bernadette a murit la vârsta de 35 de ani. A fost beatificată la 14 iunie 1925 de papa Pius al XI-lea, care a propus-o drept model de puritate sufletească și simplitate creștină. Același papă a canonizat-o în anul 1933.

## În literatură și cinematografie
Scriitorul evreu austriac Franz Werfel, aflat în iunie 1940 în refugiu la Lourdes, în timpul invaziei Franței de către naziști, a promis că dacă va reuși să scape teafăr și să ajungă cu bine în Statele Unite ale Americii, va scrie un roman dedicat Bernadettei. Astfel a scris în anul 1941 romanul Cântecul Bernadettei⁠(en)[traduceți], care a fost tradus în engleză și publicat în 1942. Adaptarea cinematografică a romanului, filmul Cântecul Bernadettei, a fost distins în anul 1944 cu mai multe Premii Oscar. Actrița Jennifer Jones, cea care a interpretat rolul principal al filmului, a primit pentru prestația ei artistică Premiul Oscar pentru cea mai bună actriță.